# Kanton Bischheim
Bischheim was een kanton van het Franse departement Bas-Rhin. Het kanton maakte deel uit van het arrondissement Strasbourg-Campagne. Op 1 januari 2015 is het kanton opgeheven. Bischheim werd bij het aangrenzende kanton Schiltigheim gevoegd, terwijl Hœnheim de hoofdplaats werd van het nieuwe kanton Hœnheim. Beide kantons kwamen te vallen onder het nieuwe arrondissement Strasbourg.

## Gemeenten
Het kanton Bischheim omvatte de volgende gemeenten:
- Bischheim (hoofdplaats)
- Hœnheim